# Orazio Mattei (Kardinal)

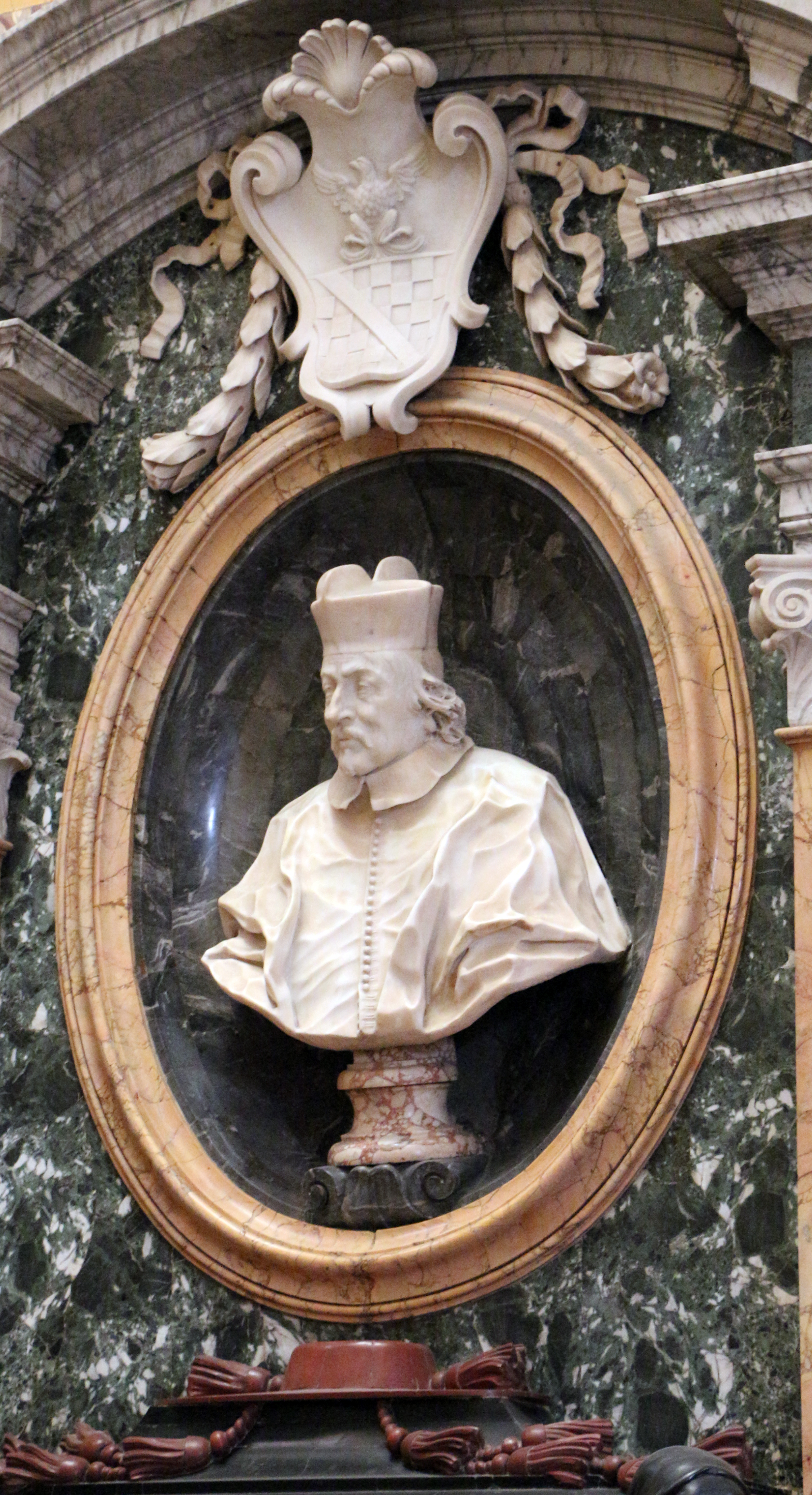
Orazio Kardinal Mattei (Büste auf dem Grabmonument von Lorenzo Ottoni)

Orazio Mattei (* 1621 in Rom; † 18. Januar 1688 ebenda) war ein italienischer Kardinal der Römischen Kirche.

## Leben

Kardinalswappen (schematischer Darstellung)

Er entstammte der Familie der Herzöge von Paganica. Orazio Mattei erlangte den akademischen Grad eines Doctor iuris utriusque. Während des Pontifikats von Innozenz X. wurde er zum Päpstlichen Hausprälaten ernannt und war Gouverneur von Orvieto und Camerino. Er wirkte als Richter an den Gerichtshöfen der Apostolischen Signatur. Um 1670 war Orazio Mattei Vizelegat in Avignon, 1672 begegnet er als Auditor der Römischen Rota. Zudem war er Präfekt des Apostolischen Palastes. Am 17. Juni 1675 wurde er zum Titularerzbischof von Damascus ernannt, über den Empfang der Weihen ist nichts bekannt. Orazio Mattei war Kanoniker der Lateranbasilika. Am 28. Juni 1675 wurde ihm der Titel eines Päpstlichen Thronassistenten verliehen.
Im Konsistorium vom 2. September 1686 nahm Papst Innozenz XI. ihn als Kardinalpriester in das Kardinalskollegium auf. Den roten Hut und San Lorenzo in Panisperna als Titelkirche erhielt er am 30. September desselben Jahres.
Orazio Mattei starb am 18. Januar 1688 gegen 6 Uhr abends in Rom. Beigesetzt wurde er in der Kirche San Francesco a Ripa in einem Familiengrab.